# Elena (telenovela)
Elena é uma telenovela mexicana, produzida pela Televisa e exibida em 1961 pelo Telesistema Mexicano.

## Elenco
- Silvia Derbez .... Elena
- Carlos López Moctezuma
- Roberto Cañedo
- Carlos Navarro
- Dalia Íñiguez
- Miguel Arenas
- Fedora Capdevila
- Dolores Tinoco
- Humberto Valdepeña